# Mattias Claesson
Mattias Claesson (* 26. Juli 1986) ist ein ehemaliger schwedischer Mittelstreckenläufer, der sich auf den 800-Meter-Lauf spezialisiert hat.

## Sportliche Laufbahn
Erste internationale Erfahrungen sammelte Mattias Claesson beim Europäischen Olympischen Jugendfestival (EYOF) 2003 in Paris, bei dem er in 1:51,18 min die Bronzemedaille über 800 Meter gewann. 2005 siegte er in 1:49,58 min bei den Junioreneuropameisterschaften in Kaunas und anschließend schied er bei den Weltmeisterschaften in Helsinki mit der schwedischen 4-mal-400-Meter-Staffel mit 3:03,62 min im Vorlauf aus. Im Jahr darauf belegte er mit der Staffel bei den Hallenweltmeisterschaften in Moskau in 3:07,32 min den vierten Platz und im August schied er bei den Europameisterschaften in Göteborg mit 1:48,27 min im Halbfinale über 800 Meter aus. 2007 belegte er bei den Halleneuropameisterschaften in Birmingham in 1:48,72 min den fünften Platz und im August schied er bei den Weltmeisterschaften in Osaka mit 1:46,43 min in der ersten Runde über 800 Meter aus. Im Jahr darauf schied er bei den Hallenweltmeisterschaften in Valencia mit 1:48,50 min im Semifinale aus und 2009 gewann er bei den Halleneuropameisterschaften in Turin in 1:49,32 min die Bronzemedaille hinter dem Russen Juri Borsakowski und Luis Alberto Marco aus Spanien. Im August kam er bei den Weltmeisterschaften in Berlin mit 1:48,02 min nicht über die Vorrunde hinaus. Im Jahr darauf schied er bei den Hallenweltmeisterschaften in Doha mit 1:51,96 min im Vorlauf über 800 Meter aus und im Sommer schied er bei den Europameisterschaften in Barcelona mit 1:52,53 min in der ersten Runde aus. 2016 beendete er dann seine aktive sportliche Karriere im Alter von 30 Jahren.
In den Jahren von 2005 bis 2007 und 2009 wurde Claesson schwedischer Meister im 800-Meter-Lauf im Freien sowie von 2007 bis 2009 in der Halle.

## Persönliche Bestleistungen
- 400 Meter: 46,53 s, 27. Mai 2005 in Sollentuna
  - 400 Meter (Halle): 47,31 s, 28. Januar 2006 in Glasgow
- 800 Meter: 1:46,36 min, 3. Juli 2009 in Oslo
  - 800 Meter (Halle): 1:47,39 min, 20. Februar 2007 in Stockholm